# 세 번째 발사

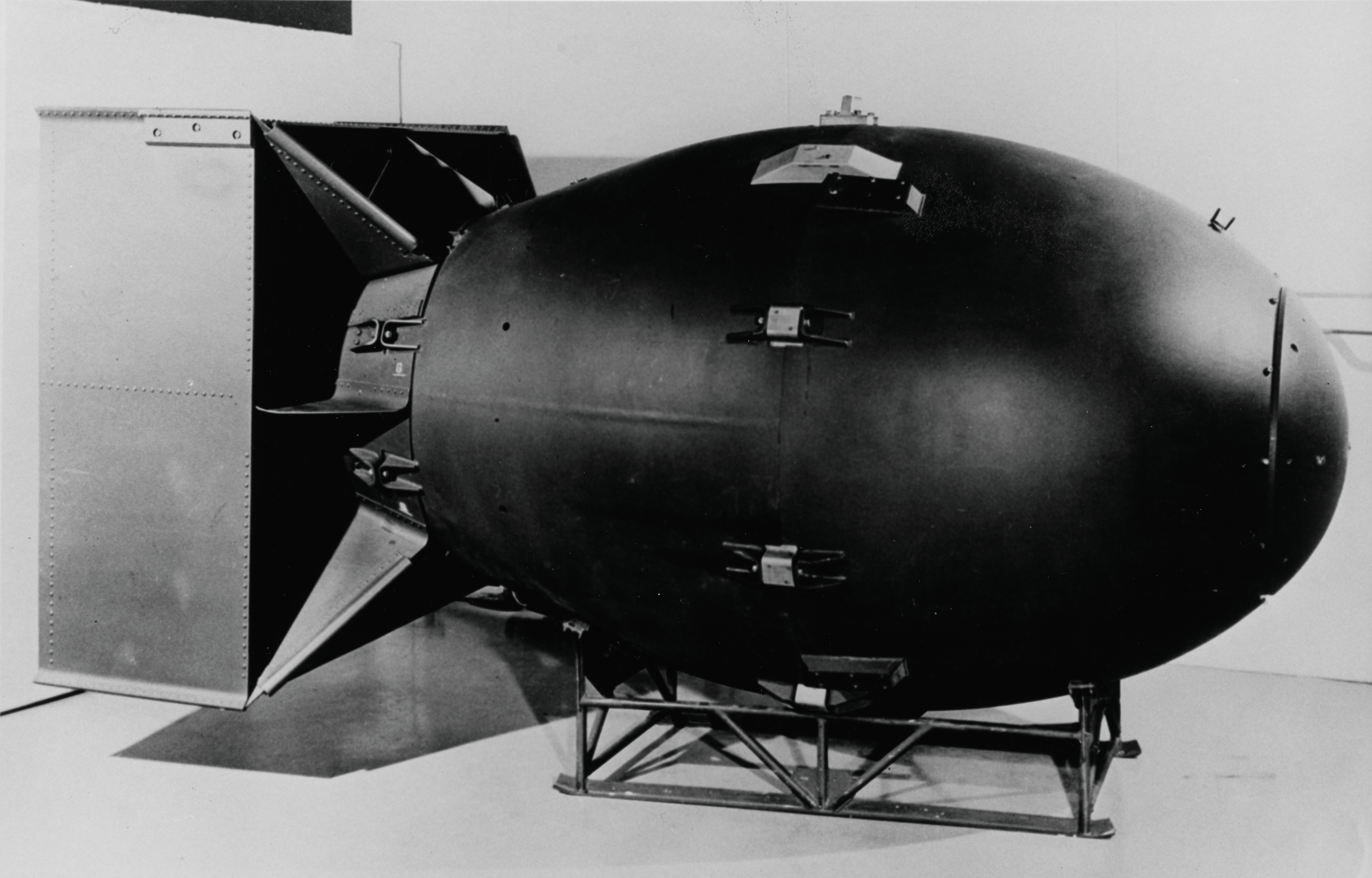
"세 번째 발사" 폭탄과 유사한 "팻 맨" 원자 폭탄 디자인의 복제품

세 번째 발사(Third Shot)는 히로시마와 나가사키로의 핵 공격 뒤, 제2차 세계 대전에서 일본에 쓰기 위해 의도된 일련의 미국 핵무기 중 첫 번째였다. 나가사키 폭격 10일 뒤인 1945년 8월 19일에 쓰일 예정이었다. 8월 15일에 일본이 항복하면서 전쟁이 먼저 끝났기 때문에 결국 쓰이지 않았다.
세 번째 발사는 나가사키에 투하된 폭탄과 유사한 "팻 맨" 설계의 플루토늄-239 기반 폭발 폭탄이었다.

## 연대기

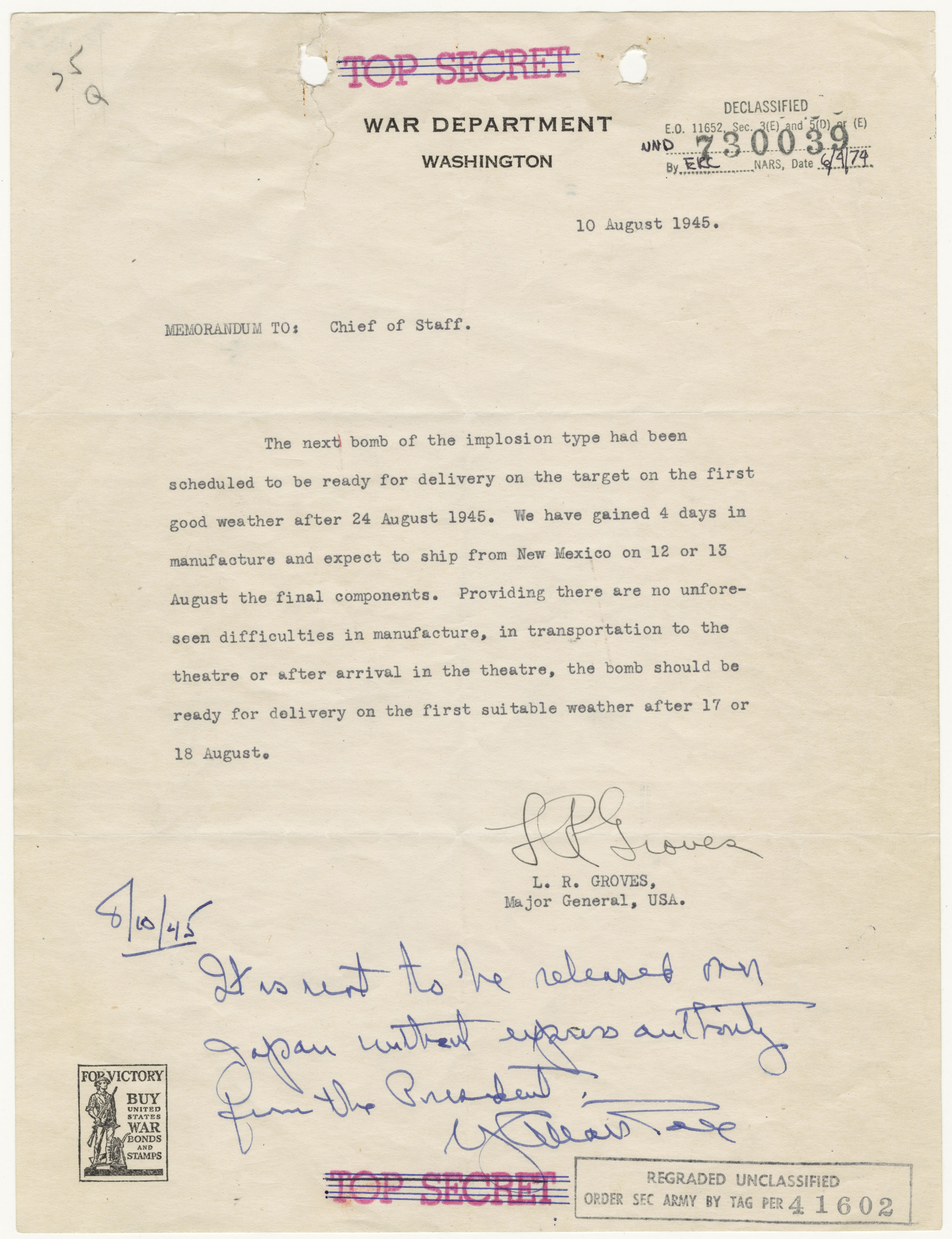
레슬리 그로브스가 조지 C. 마셜에게 보낸 세 번째 폭탄에 관한 각서. 마셜이 직접 쓴 경고문에는 대통령의 명확한 지시 없이는 세 번째 폭탄을 써서는 안 된다는 내용이 들어 있다

레슬리 그로브스 중장은 8월 19일에 또 다른 "팻 맨" 원자 폭탄을 쓸 준비가 되어 있을 것으로 예상했고, 9월에 3개, 10월에 3개를 더 쓸 예정이었다; 8월 10일에 그는 제임스 C. 마셜 준장에게 각서를 보냈다. "다음 폭탄은 ... 8월 17일 또는 18일 이후의 첫 번째 적합한 날씨에 투하할 준비가 되어야 한다." 현재의 각서에는 마셜이 직접 쓴 논평이 들어 있다. "대통령의 명확한 승인 없이는 일본 상공에 투하해서는 안 된다." 그날 아침 내각 회의에서 해리 S. 트루먼 미국 대통령은 이러한 조치에 대해 논의했다. 제임스 포레스탈 미국 국방부 장관은 트루먼이 "원자폭탄을 더 투하할 것"이라고 말했다고 의역했고, 헨리 A. 월러스 부통령은 일기에 "트루먼은 원자폭탄 투하를 중단하라는 명령을 내렸다고 말했다. 그는 10만 명을 더 죽이는 것은 너무 끔찍하다고 말했다. 그는 '모든 아이들'을 죽이는 것을 좋아하지 않았다"고 기록했다. 목표 도시를 "준비된 대로" 원자폭탄으로 공격하라는 이전 명령은 이로써 수정되었다. 전쟁부에서는 이미 몰락 작전을 위해 생산 중인 폭탄을 보존하는 것에 대한 논의가 있었고, 마셜은 목표 목록에 있는 나머지 도시는 원자폭탄 공격을 피해야 한다고 말했다.
두 개의 팻 맨 조립체가 준비되어 8월 11일과 14일에 커틀랜드 필드에서 티니안으로 향할 예정이었고, 폴 티비츠 준장은 커티스 르메이 장군으로부터 커틀랜드로 돌아가 조립체를 수거하라는 명령을 받았다. 로스 앨러모스 연구소에서 기술자들은 24시간 쉬지 않고 일하여 또 다른 플루토늄 핵심을 주조했다. 주조되었지만 여전히 압착 및 코팅이 필요했으며, 이는 8월 16일까지 걸릴 에정이었다. 따라서 8월 19일에 쓸 준비가 되었을 수 있다. 마셜에게 연락할 수 없었던 그로브스는 8월 13일에 자신의 권한으로 핵심을 선적하지 말라고 명령했다.

## 여파
폭탄을 쓰지 않기로 결정한 뒤, 플루토늄 핵심은 연구에 쓰기 위해 보관되었다. 핵심은 "루퍼스"라는 별명이 붙었고, 두 번의 연속적인 치명적인 임계 사고 뒤 악마 핵으로 알려졌다. 핵심은 1946년 여름에 용융되었고 재료는 다른 핵심에서 쓰기 위해 재활용되었다.

## 같이 보기
- 앨버타 계획